# Barbara Maria Okulicz-Sługocka
Barbara Maria Okulicz-Sługocka (ur. 24 stycznia 1948 w Warszawie, zm. 20 marca 2023) – polska dziennikarka, współzałożycielka Wyższej Szkoły Komunikowania i Mediów Społecznych im. Jerzego Giedroycia.

## Życiorys
Urodzona w Warszawie. Ukończyła Żeńskie Liceum im. Stefanii Sempołowskiej w Warszawie, a następnie filologię polską na Uniwersytecie Warszawskim.
W okresie studiów związana ze Studenckim Teatrem „Sigma” prowadzonym przez Agnieszkę i Wojciecha Boratyńskich. Jej praca magisterska była pierwszą monografią Państwowej Wyższej Szkoły Teatralnej im. Aleksandra Zelwerowicza w Warszawie.
Po ukończeniu studiów – w latach 1969–1970 odbyła dwuletni staż dziennikarski w Polskim Radiu, a następnie do 1977 pracowała w Programie Polskiego Radia dla Zagranicy, potem w redakcji Audycji dla Polaków za Granicą PR. Od 1977 związana z programem I Polskiego Radia. Była członkinią zespołu „Muzyka i Aktualności”. Współpracowała też przez trzy lata z telewizyjnym „Pegazem”, przygotowując z Haliną Dębicką-Ułłowicz program poświęcony twórczości amatorskiej „Z potrzeby serca” i prezentowała ten program na antenie wspólnie z Jerzym Rosołowskim. W tym czasie na antenie „Muzyki i Aktualności” prowadziła też Akademię Autorów Amatorów. W 2001 została komentatorką I Programu Polskiego Radia.
Na scenie warszawskiego Teatru na Targówku przy pomocy dyrektora teatru Jana Krzyżanowskiego przedstawiła najlepsze utwory amatorskie w spektaklu „Suma naszych dni”. W latach 1980–1989 przygotowała dla TVP trzy filmy poświęcone Libii i pracy polskich instytucji na tym terenie, a także dwa filmy poświęcone współpracy polsko-niemieckiej „Gdzie jest moja ojczyzna”.
W latach 1990–1994 założycielka i organizatorka kursów dziennikarskich prowadzonych przez Pressclub.
Od 1994 współzałożycielka i prezydent Wyższej Szkoły Komunikowania i Mediów Społecznych im. Jerzego Giedroycia w Warszawie. Założycielka profesjonalnego publicystycznego, całodobowego radia internetowego – „Radio M – Młodość, Miłość, Marzenia”.

## Rodzina
Mąż – Ryszard Sługocki – dziennikarz, dyplomata, pisarz, członek ruchu oporu AK. Syn – Piotr Sługocki – absolwent prawa i archeologii na UW.
Bracia: Leszek Okulicz – lekarz, Zbigniew Okulicz – pracownik Nadleśnictwa Olecko.
Rodzice – Helena z Głowackich Okulicz, Tadeusz Oksza-Okulicz.
Do 1921 jej rodzina pieczętowała się herbem Oksza.

## Odznaczenia
Krzyż Kawalerski Orderu Odrodzenia Polski „za wybitne zasługi w pracy dziennikarskiej, publicystycznej i edukacyjnej” (2002), Srebrny Krzyż Zasługi (1986), Złoty Krzyż Zasługi, Nagroda Przewodniczącego Komitetu ds. Radia i Telewizji II stopnia za twórczość oraz działalność radiową i telewizyjną (1978), nagroda Klubu Zagadnień Polonijnych SDP (1973), nagrody słuchaczy, organizacji społecznych i władz miasta Warszawy.